# Los tigres del desierto
Los tigres del desierto é um filme de comédia mexicano dirigido por Agustín P. Delgado e produzido por Roberto Gómez Bolaños. Lançado em 1960, foi protagonizado pela dupla humorística Marco Antonio Campos e Gaspar Henaine.

## Elenco
- Marco Antonio Campos - Viruta
- Gaspar Henaine - Capulina
- Lorena Velázquez - Lorena
- Tere Velázquez - Teresa
- Pancho Córdova - Buffalo
- Roberto Gómez Bolaños - Maestro
- Donna Behar